# Échanges internationaux d'électricité
Les échanges internationaux d'électricité se sont développés afin de mettre à profit les complémentarités entre les systèmes électriques de pays voisins. Ils s'organisent sous forme de contrats à long terme liés à des investissements conjoints, ou de contrats ponctuels de gré à gré ou dans le cadre des bourses d'électricité.
Ils découlent souvent de la présence de ressources naturelles exceptionnelles, en particulier hydroélectriques.
Le Canada était en 2022 le premier exportateur d'électricité, suivi par le Laos et la Suède ; l'Italie est le premier importateur, suivie par les États-Unis et la Thaïlande.
En Europe, la France est en général le premier exportateur et l'Italie le premier importateur. Cependant, la France est devenue importatrice nette d’électricité en 2022 pour la première fois depuis 40 ans, du fait de la faible disponibilité du parc nucléaire, affecté par des problèmes de corrosion. Elle est redevenue premier exportateur européen en 2023. A l'inverse, l'Allemagne est devenue importatrice nette en 2023 après de nombreuses années où elle était exportatrice.

## Typologie
Les énergéticiens échangent de l'électricité avec leurs voisins, en fonction des opportunités, soit sous forme de contrats à long terme, liés en général à des investissements conjoints, soit par accords ponctuels à court terme, de gré à gré ou dans le cadre des bourses d'électricité.

### Bourses d'électricité
Une bourse de l’électricité est une plateforme sur laquelle des volumes d’électricité sont négociés entre différents acteurs économiques (producteurs, fournisseurs, grands consommateurs industriels, sociétés de trading, etc.). En Europe, les principales bourses nationales, la française Powernext et l'allemande EEX, ont créé en septembre 2008 la coentreprise EPEX SPOT, bourse européenne de l’électricité qui gère des transactions sur les marchés de l’électricité français, allemand, autrichien et suisse. Nord Pool Spot est la bourse de l’électricité couvrant les marchés de l’ensemble des pays nordiques ainsi que de l’Estonie et de la Grande-Bretagne, créée en 1996. Aux États-Unis, des marchés « spot » se sont en particulier développés dans le nord-est américain du pays comme NYPOOL (New York Power Pool) ou PJM (Pennsylvanie, New Jersey and Maryland).

### Échanges découlant d'investissements conjoints
Le partage des risques et de la charge budgétaire d'investissements de grande ampleur tels qu'un barrage hydroélectrique ou une centrale nucléaire motive des investissements conjoints avec partage de la production.
Plusieurs énergéticiens allemands, suisses et belges ont participé au financement des premières centrales nucléaires françaises en échange d'une part dans leur production. Le groupe allemand EnBW a contribué au financement de la centrale nucléaire de Fessenheim en échange de 17,5 % de l'énergie produite ; le consortium suisse CNP (Centrales nucléaires en participations) avait signé en 1971 un contrat similaire, lui assurant 15 % de l'énergie produite par la centrale, en contrepartie de sa participation financière. De même, Electrabel avait des « droits de tirage » de 25 % de la production de Chooz B et 12,5 % de Tricastin, en échange de 50 % des capacités de production de la centrale belge de Tihange 1 appartenant à Electrabel.
La centrale hydroélectrique d'Itaipu a été co-financée par le Brésil et le Paraguay. Le traité signé en 1973 entre les deux gouvernements prévoit que les deux pays en possèdent chacun 50 % et que le Paraguay doit vendre au Brésil, à un prix forfaitaire, toute la production de la centrale qu'il n'a pas utilisée. En 2009, un accord est signé par le président Lula et le président paraguayen Fernando Lugo pour donner au Paraguay le droit de vendre sa part d'électricité sur le marché brésilien.
La Centrale nucléaire de Krško, construite en Slovénie de 1974 à 1981, à l'époque de la Yougoslavie, a fait l'objet en 2001 d'un accord entre les gouvernements slovène et croate pour partager à égalité la propriété, les coûts et la production de la centrale entre les deux pays.

### Exportations liées à des ressources naturelles exceptionnelles
Les pays disposant de ressources peu coûteuses dépassant leurs besoins (le plus souvent hydroélectriques) ont intérêt à conclure des accords à long terme avec leurs pays voisins pour leur vendre le surplus d'électricité produit par ces ressources. Ces accords prévoient souvent un préfinancement des investissements initiaux (barrage, lignes).
Les cas les plus exemplaires sont :
- Le Canada, qui a exporté 65,4 TWh d'électricité et en a importé 14,1 TWh en 2022[6], dont 22,6 TWh exportés par le Québec, 15,7 TWh par l'Ontario et 12,1 TWh par la Colombie-Britannique, qui a importé 8,8 TWh[7]. Les plus grands exportateurs sont surtout des sociétés d’État provinciales qui produisent aussi de l’électricité comme Hydro-Québec ou Manitoba Hydro[8]. Les États des États-Unis proches de la frontière choisissent de plus en plus d'importer de l'hydroélectricité canadienne afin d'atteindre leurs objectifs de part d'électricité renouvelable. Ainsi, Hydro-Québec lance en 2022 deux projets d'exportation d'électricité aux États-Unis : la Champlain Hudson Power Express (CHPE), ligne souterraine de 603 kilomètres qui fournira près de 20 % des besoins d’électricité de New York, dont la loi sur le climat l'oblige à passer à 70 % d'énergie propre d'ici 2030, et la New England Clean Energy Connect vers le Maine[9].

- Le Laos a exporté 34,7 TWh nets en 2021, soit 77,2 % de sa production d'électricité[10]. Ses exportations ont augmenté de 7,5 % en 2022, lui rapportant 1,76 milliard de dollars. Il échange de l'électricité avec la Thaïlande, le Vietnam, le Cambodge, Singapour et la Chine[11]. En 2021, huit centrales électriques laotiennes, d’une capacité de production combinée de 5 420 MW, sont engagées à exporter leur production en Thaïlande, dont sept sont des centrales hydroélectriques (3 947 MW) et une au charbon (1 473 MW). En août 2021, Electricity Generating Authority of Thailand (EGAT), entreprise publique thaïlandaise d’électricité, prévoit d’importer 1 200 MW supplémentaires des centrales hydrauliques du Laos sous un contrat d’achat à long terme, portant le total de ses achats à 10 200 MW[12].

- La Norvège a un solde exportateur de 17,6 TWh en 2021, grâce à ses 1 700 installations hydroélectriques qui fournissent la quasi-totalité de son électricité, mais elle est très dépendante du niveau de précipitations. Elle exporte vers l'Allemagne, le Royaume-Uni, le Danemark, les Pays-Bas, la Suède et la Finlande[13]. Le câble sous-marin Nordlink entre la Norvège et l'Allemagne, inauguré en 2021, permet l'échange d'énergie hydroélectrique norvégienne vers l'Allemagne et d'électricité produite à partir des éoliennes allemandes vers la Norvège[14]. Le câble sous-marin North Sea Link entre la Norvège et l'Angleterre, mis en service en 2021, permet également d'échanger des énergies renouvelables entre les deux pays[15].

- La Suède a un solde exportateur de 25,6 TWh en 2021 et de 33,2 TWh en 2022[16]. Au premier semestre 2022, elle a pris la place de premier exportateur européen d'électricité, principalement vers la Finlande et le Danemark, grâce à ses barrages[17].

### Exportations liées à des équipements compétitifs
La France est redevenue au premier semestre 2023 le premier pays exportateur d'électricité en Europe : 17,6 TWh, devant la Suède (14,6 TWh) et l’Espagne (8,8 TWh).
Des ressources fossiles à bas coût peuvent également motiver des achats de pays voisins moins bien dotés. C'est le cas des centrales au charbon et au lignite allemandes, qui produisent à moindre coût.

### Importations liées à des insuffisances d'équipements
L'Italie importe une part importante de son électricité, en particulier de France et de Suisse : en 2022, ses importations nettes atteignaient 42,99 TWh, soit 13 % de sa consommation brute d'électricité. Cette dépendance aux importations est ancienne : en 1990, l'Italie importait déjà 13,8 % de sa consommation brute d'électricité. Son solde importateur s'est fortement accru à partir des années 1980 : 6,1 TWh en 1980, 11,1 TWh en 1983, 20,9 TWh en 1984, 31,3 TWh en 1988. L'abandon du nucléaire en 1987 a accentué cette dépendance, si bien qu'à plusieurs reprises le gouvernement italien s'est déclaré favorable à la relance du nucléaire : Berlusconi en 2009, Roberto Cingolani, ministre de la Transition écologique du gouvernement Draghi, en 2021, Giorgia Meloni en 2023 ; la Chambre des députés approuve le 9 mai 2023 une motion prévoyant un possible retour du nucléaire.
La Finlande importe 17,8 TWh nets en 2021, soit 19,9 % de sa consommation brute d'électricité ; cette part atteignait même 22,6 % en 2019 ; en 2022, son solde importateur a été ramené à 12,5 TWh (14,8 % de la consommation brute). Le retard de la mise en service du nouveau réacteur EPR de la centrale nucléaire d'Olkiluoto a renforcé cette dépendance. Mais la mise en service de ce réacteur en 2023 a au contraire créé en mai 2023 une situation de surabondance d’électricité propre.
La France, habituellement exportatrice, est devenue importatrice nette d’électricité en 2022 pour la première fois depuis 40 ans, du fait de la faible disponibilité du parc nucléaire, affecté par des problèmes de corrosion. Le solde importateur a atteint 16,5 TWh contre un solde exportateur de 43,3 TWh en 2021.

## Statistiques
En 2022, les importations d'électricité se sont élevées à 807 TWh et les exportations à 833 TWh, soit 2,8 % de la production mondiale d'électricité. En 2000, les importations s'élevaient à 522 TWh, soit 3,4 % de la production mondiale. En 22 ans, elles se sont accrues de 55 %, mais la production s'est accrue plus vite : +89 %.
| Pays                      | Importations 2000 | Exportations 2000 | Solde I-E 2000 | Importations 2022 | Exportations 2022 | Solde I-E 2022 |
| ------------------------- | ----------------- | ----------------- | -------------- | ----------------- | ----------------- | -------------- |
| Principaux importateurs : |                   |                   |                |                   |                   |                |
| Italie                    | 44,83             | 0,48              | 44,35          | 47,39             | 4,40              | 42,99          |
| États-Unis                | 48,59             | 14,68             | 33,91          | 56,97             | 15,76             | 41,21          |
| Thaïlande                 | 2,97              | 0,19              | 2,78           | 35,47             | 2,06              | 33,41          |
| France                    | 3,69              | 73,17             | -69,48         | 52,44             | 37,49             | 14,95          |
| Brésil                    | 44,35             | 0,01              | 44,34          | 17,89             | 4,98              | 12,91          |
| Finlande                  | 12,21             | 0,33              | 11,88          | 19,40             | 6,88              | 12,52          |
| Hongrie                   | 9,52              | 6,08              | 3,44           | 21,59             | 9,44              | 12,15          |
| Principaux exportateurs : |                   |                   |                |                   |                   |                |
| Norvège                   | 1,47              | 20,53             | -19,06         | 13,27             | 25,79             | -12,52         |
| Tchéquie                  | 8,72              | 18,74             | -10,02         | 16,73             | 30,25             | -13,52         |
| Russie                    | 8,79              | 22,85             | -14,06         | 1,57              | 17,97             | -16,40         |
| Paraguay                  |                   | 47,36             | -47,36         |                   | 23,95             | -23,95         |
| Allemagne                 | 45,13             | 42,08             | 3,06           | 49,33             | 76,59             | -27,26         |
| Suède                     | 18,31             | 13,63             | 4,68           | 6,18              | 39,40             | -33,22         |
| Laos                      | 0,18              | 2,79              | -2,61          | 0,87              | 39,96             | -39,09         |
| Canada                    | 15,34             | 50,98             | -35,64         | 14,12             | 65,41             | -51,29         |
| Total                     | 522,05            | 512,05            | ns             | 807,33            | 832,96            | ns             |

L'écart entre le total mondial des importations et celui des exportations s'explique en partie par l'écart entre les statistiques canadiennes et américaines.
En 2023, selon S&P Global Commodity Insights, la France redevient le premier exportateur d'électricité en Europe avec 50,1 TWh d'exports nets, devant la Suède (28,6 TWh), la Norvège (17,3 TWh) et l'Espagne (13,9 TWh). L'Allemagne passe d'un solde exportateur de 27,3 TWh en 2022 à un solde importateur de 14,6 TWh en 2023.